# سانتا أميليا
سانتا أميليا بلدية في ولاية بارانا في المنطقة الجنوبية من البرازيل.